# 第八次イゾンツォの戦い
第八次イゾンツォの戦い（Eighth Battle of the Isonzo）とは、第一次世界大戦中のイタリア戦線で、1916年にイタリア王国とオーストリア＝ハンガリー帝国の間で発生した戦い。

## 戦闘
8度目の攻勢は、第七次イゾンツォを継続する形で行われた。ルイージ・カドルナ参謀総長はあくまでゴリツィアから北東部への進出に固執したが、第7次・第9次攻勢と共にこの試みは領土面での前進には繋がらなかった。短期間での相次ぐ攻勢計画はイタリア側にも重い負担となり、数日後に攻勢は終了した。果てしない攻勢は11月1日に第9次攻勢として再開される。

## 他の戦闘
- 第一次イゾンツォの戦い - 1915年6月23日 - 7月7日
- 第二次イゾンツォの戦い - 1915年7月18日 - 8月3日
- 第三次イゾンツォの戦い - 1915年10月18日 - 11月3日
- 第四次イゾンツォの戦い - 1915年11月10日 - 12月2日
- 第五次イゾンツォの戦い - 1916年3月9日 - 3月17日
- 第六次イゾンツォの戦い - 1916年8月6日 - 8月17日
- 第七次イゾンツォの戦い - 1916年9月14日 - 9月17日
- 第九次イゾンツォの戦い - 1916年11月1日 - 11月4日
- 第十次イゾンツォの戦い - 1917年3月12日 - 6月8日
- 第十一次イゾンツォの戦い - 1917年8月19日 - 9月12日
- カポレットの戦い - 1917年10月24日 - 11月9日（第一二次イゾンツォの戦いとも言う）